# ميلونيت

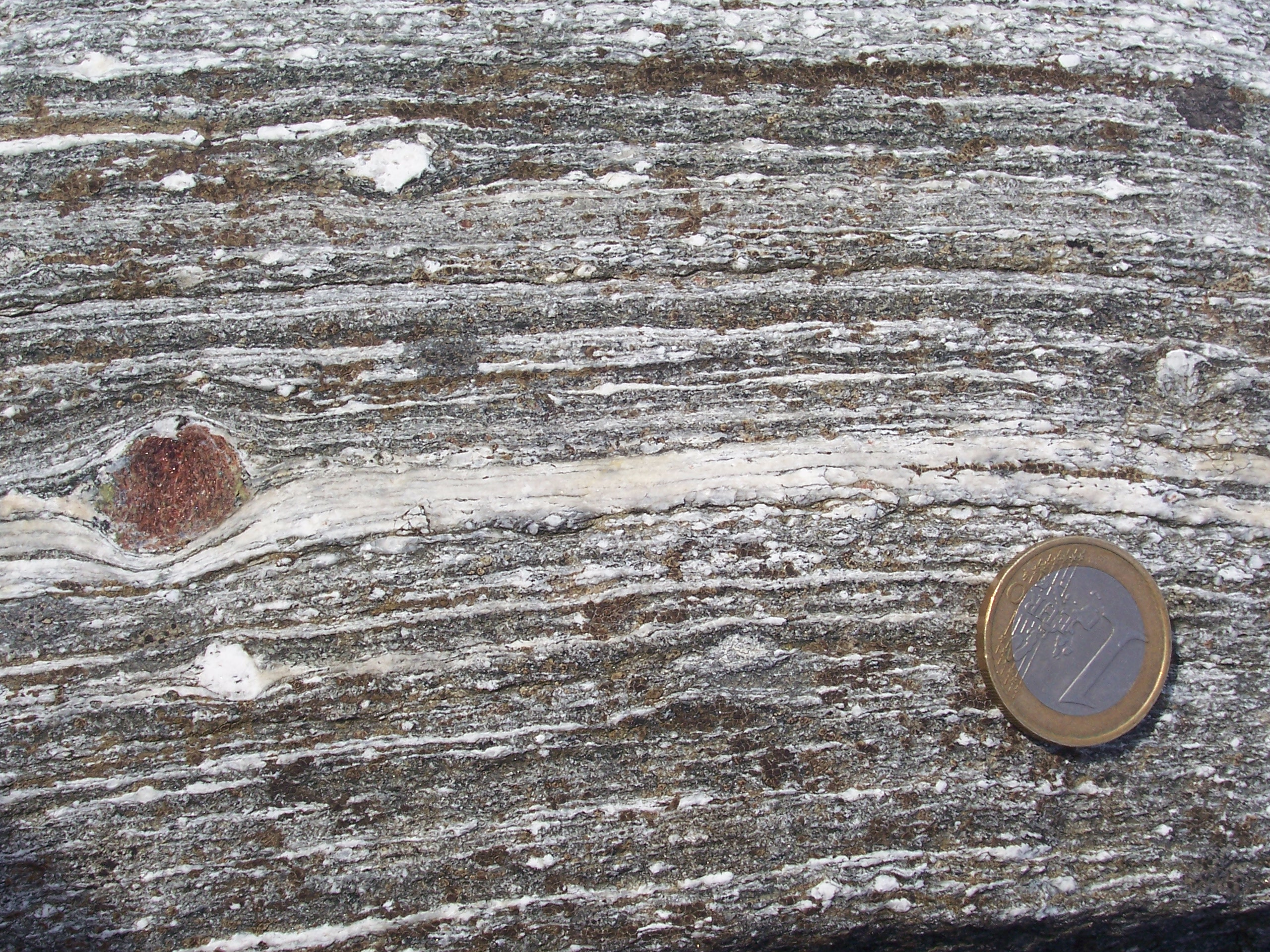
يظهر ميلونيت أمفيبوليتي عددًا من البورفيروكلاست (المستدير): عقيق أحمر صافٍ ترك في الصورة بينما يمكن العثور على أرومات البورفيروكلاست الفلسبار البيضاء الأصغر في كل مكان.. الموقع: التلامس التكتوني بين منطقة النايس الغربية (جليب النشأة) وصخور (جليب النشأة) Blåhø nappe في أوتروي ، تجبل كاليدوني، وسط النرويج.

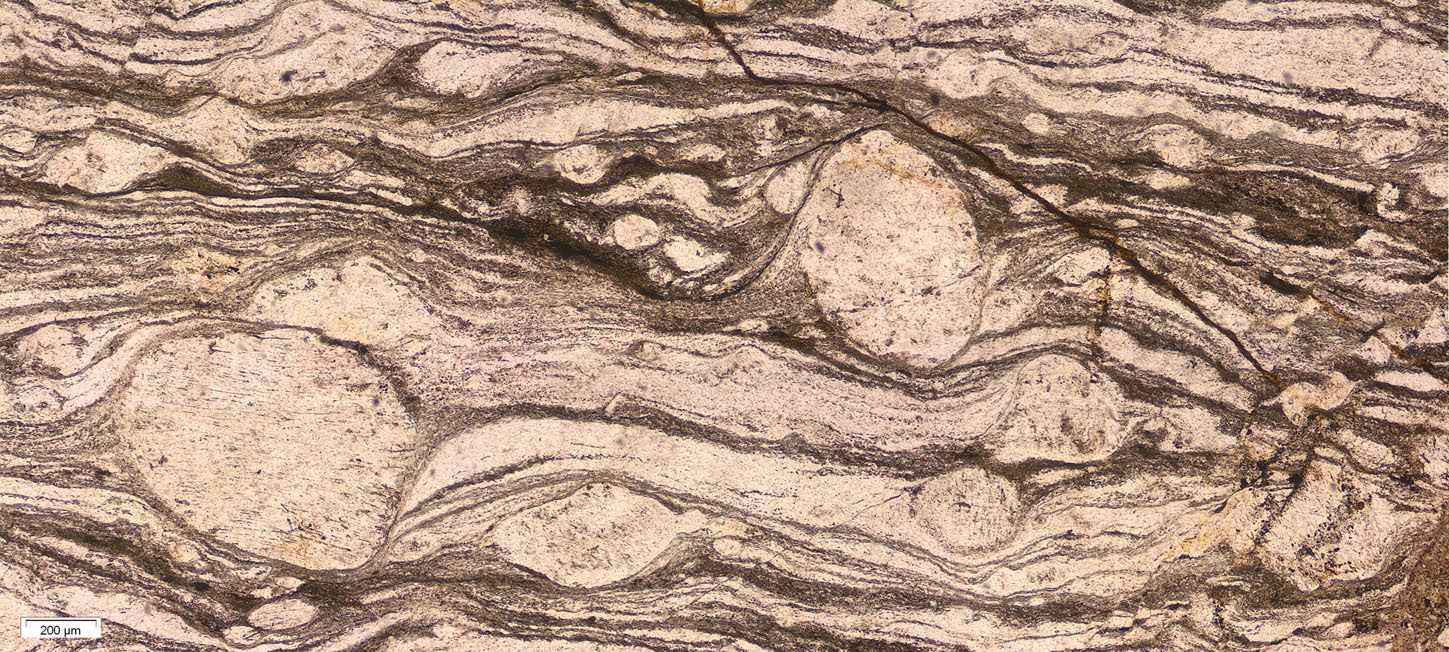
ميلونيت (من خلال مجهر صخري) يظهر استدارة ما يسمى δ-clasts. تظهر الفتحات أن القص كان يميني في هذا القطع بالذات. منطقة سترونا-Cenery، جبال الألب الجنوبية، إيطاليا.

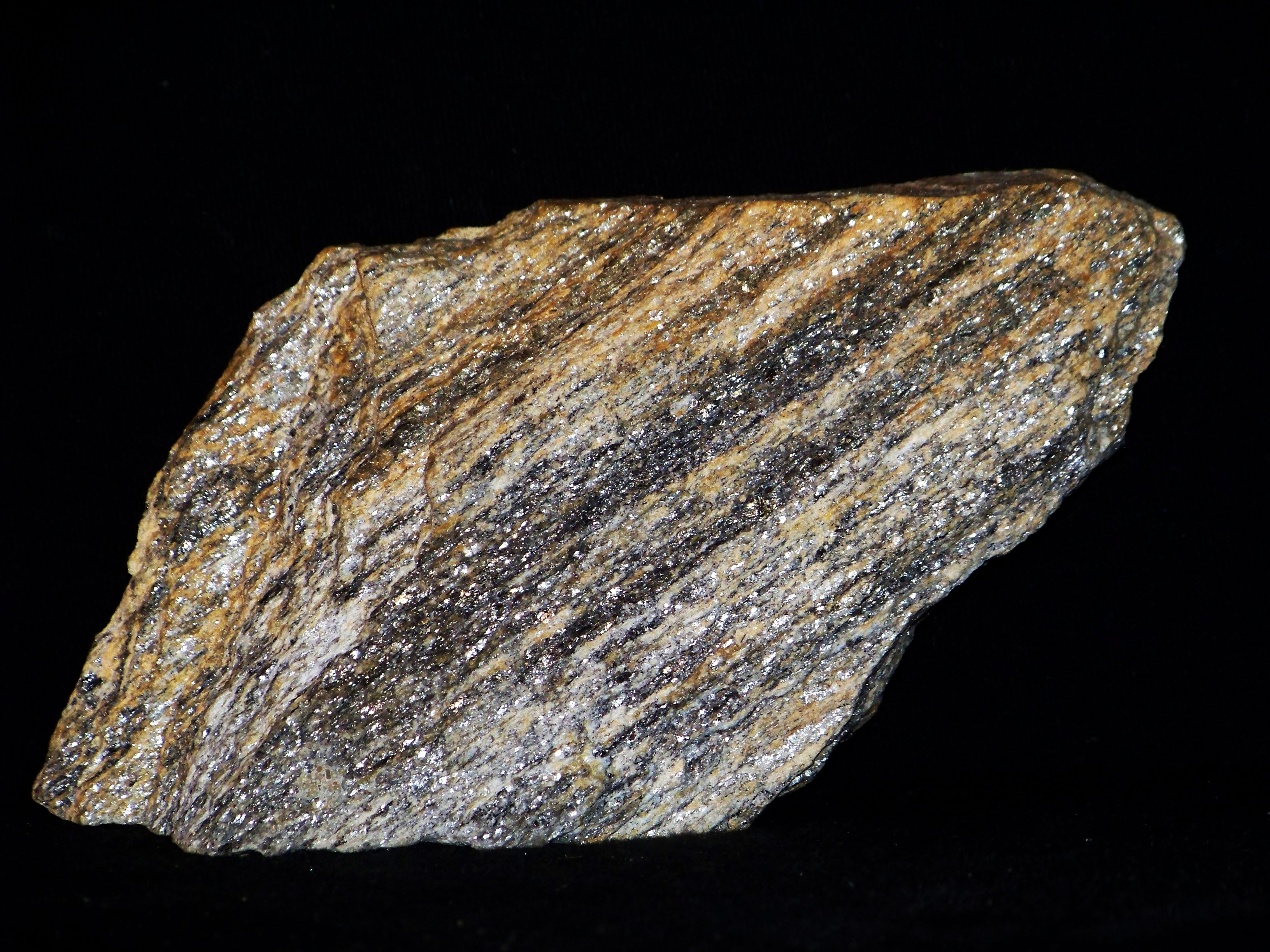
ميلونيت، جبال البومة، بولندا

الميلونيت أو الصخر التهشمي أو الصخر الهشيم (بالإنجليزية: Mylonite) هو صخر متحول ناعم ودقيق الحبيبات وصواني ناتج عن إعادة التبلور الديناميكي ‏ للمعادن المكونة مما يؤدي إلى تقليل حجم حبيبات الصخر. يمكن أن تحتوي الصخرية على العديد من التركيبات المعدنية المختلفة؛ وهو تصنيف يعتمد على المظهر النسيجي للصخرة.

## وصف
الميلونيت هو صخر متحول دقيق التبريش وانسيابي النسيج وهو ناعم ودقيق الحبيبات وصواني، يوجد في نطق الفوالق أو الصدوع الاعتيادية والانزلاقية، والناشئ من التفتت العنيف لصخور سابقة انتابها التصدع الناتج من حركات الطي، ويحتوي على بلورات كبيرة تحولية أثرية من الصخور المجاورة.

## تشكيل - تكوين
الميلونيتات هي صخور مشوهة بشكل مرن تتشكل من تراكم إجهاد القص الكبير، في مناطق الفالق المطاوع. هناك العديد من الآراء المختلفة حول تكوين الميلونيت، ولكن من المتفق عليه عمومًا أن وجوب حدوث التشوه البلوري اللدن، وأن التصدع والتدفق الكارثي هما عمليتان ثانويتان في تكوين الميلونيت. لا يحدث التآكل الميكانيكي للحبوب عن طريق الطحن، على الرغم من أنه كان يُعتقد في الأصل أن هذه هي العملية التي شكلت الميلونيت، والتي سميت من الكلمة اليونانية μύλος mylos ، والتي تعني الطاحونة. تتشكل الصخرية على أعماق لا تقل عن 4 كم.
هناك العديد من الآليات المختلفة التي تتكيف مع التشوه البلوري اللدن. وأهم العمليات في صخور القشرة الأرضية هي زحف الخلع وزحف الانتشار. يعمل توليد الخلع على زيادة الطاقة الداخلية للبلورات. ويُعوض هذا التأثير من خلال إعادة بلورة هجرة حدود الحبيبات والتي تقلل الطاقة الداخلية عن طريق زيادة مساحة حدود الحبيبات وتقليل حجمها، وتخزين الطاقة على سطح الحبيبات المعدنية. تميل هذه العملية إلى تنظيم الاضطرابات في حدود الحبيبات الفرعية. مع إضافة المزيد من الاضطرابات إلى حدود الحبيبات الفرعية، يزداد سوء التوجيه عبر حدود الحبيبات الفرعية هذه حتى تصبح الحدود حدًا عالي الزاوية وتصبح الحبيبات الفرعية بشكل فعال حُبيبة جديدة. هذه العملية، التي يشار إليها أحيانًا باسم إعادة بلورة دوران الحبيبات الفرعية [الإنجليزية]، تعمل على تقليل متوسط حجم الحبيبات. انتشار الحجم وحدود الحبيبات ، الآليات الحاسمة في زحف الانتشار، تصبح مهمة في درجات الحرارة العالية وأحجام الحبيبات الصغيرة. وبالتالي، جادل بعض الباحثين بأنه عندما تشكل الميلونيت عن طريق زحف الخلع وإعادة التبلور الديناميكي، يمكن أن يحدث الانتقال إلى زحف الانتشار بمجرد تقليل حجم الحبيبات بشكل كافٍ.

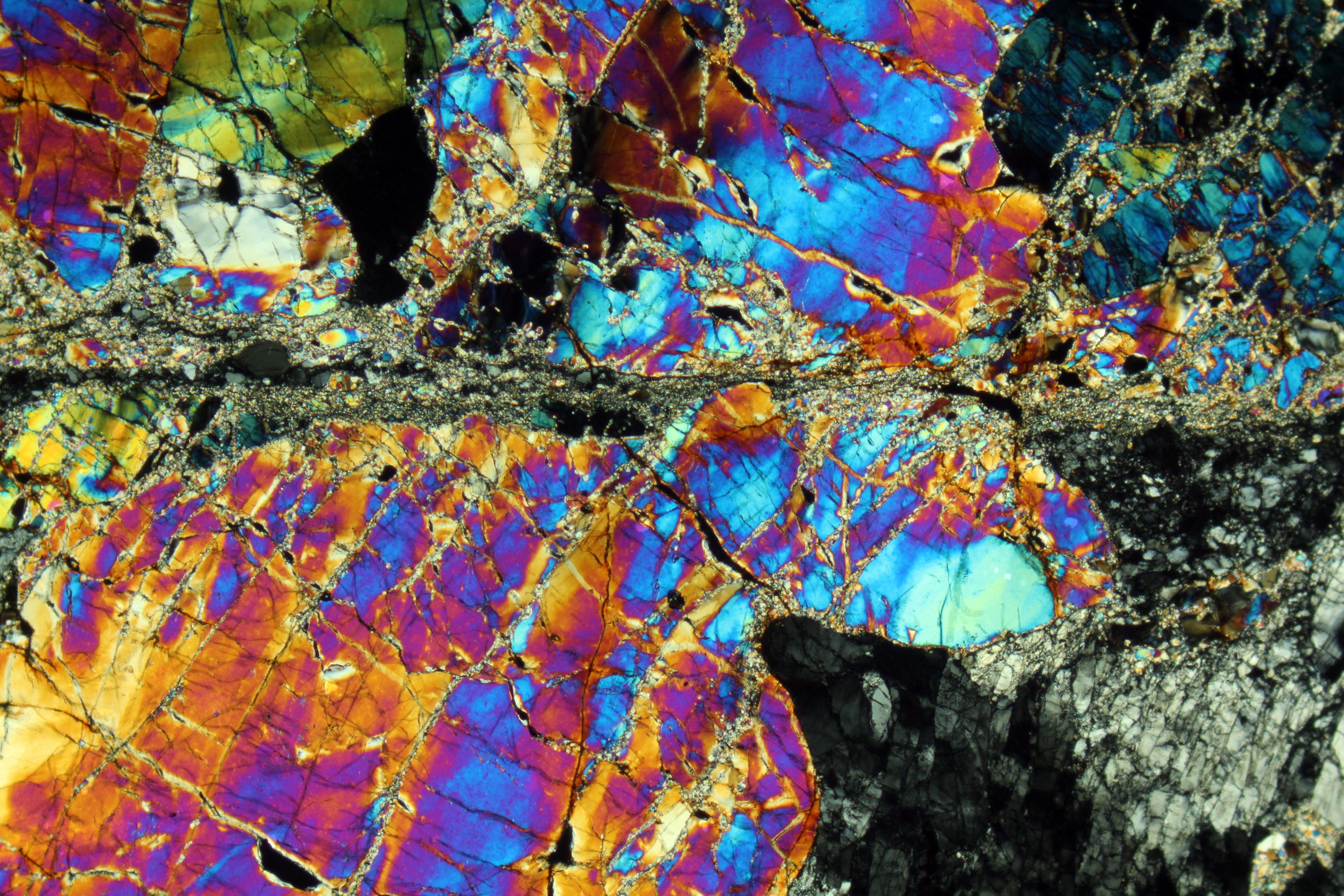
ميلونيت في مجهر صخري

تتطور الميلونيتات بشكل عام في مناطق القص المطاوعة حيث تتركز معدلات الإجهاد العالية. يخلق نظراء القشرة الأرضية العميقة إلى فوالق تهشُّمية هشة فالق المدملكات .

## تصنيف
- البلاستوميلونيت عبارة عن حبيبات خشنة، وغالبًا ما تكون عسلية في المظهر بدون ربط تكتوني مميز.
- التراميلونيت، ععادة ما تكون قد خضعت لتخفيض شديد في حجم الحبيبات. في الجيولوجيا البنيوية يعتبر التراميلونيت نوعًا من المايلونيت المحدد بنسبة معيارية من حبيبات المصفوفة أكثر من 90٪. [6] غالبا ما يكون التراميلونيت صلبًا، داكنًا، من صخر صواني إلى صواني في المظهر ويشبه أحيانا السودوتاشيليت والزجاج البركاني الأسود. في الاتجاه المعاكس، تكون الصخور التي تشبه التراميلونيت أحيانًا «السودوتاشيليت المشوهة».[7][8][9][10]
- الميزوميلونيت، خضع لقدر ملموس من تقليل حجم الحبيبات، ويُحدد من خلال النسبة المئوية المعيارية لحبيبات المصفوفة التي تتراوح بين 50 و 90٪.[11][12]
- البروتوميلونيت هي ميلونيت تعرض لتخفيض محدود في حجم الحبيبات، ويُحدد من خلال النسبة المئوية المعيارية للحبيبات المصفوفة التي تقل عن 50٪. لأن عملية تشكل الميلونيت غير مكتملة في هذه الصخور والحبيبات الغابرة والقوام واضحة، ويمكن لبعض الميلونيتات البدائية تشبه الكاتاكلاسيت الورقي أو حتى بعض الشست .
- الفيلونيت عبارة عنفيلوسيليكات (على سبيل المثال، الكلوريت أو الميكا ) - الميلونيتات غنية. عادة ما يكون لديهم بنية قص ثانوي متطور ( ').